# تثبيت (علم الأنسجة)
في مجالات علم الأنسجة وعلم الأمراض وعلم الأحياء الخلوي، التثبيت (بالإنجليزية: fixation) هو عملية كيميائية يتم من خلالها المحافظة على الأنسجة البيولوجية من التحلل، وبالتالي منع التحلل الذاتي أو التعفن. وتقوم عملية التثبيت بإنهاء أي تفاعلات كيميائية حيوية جارية، وقد تزيد أيضًا من القوة الميكانيكية أو استقرار الأنسجة المعالجة.

## أغراض التثبيت
يتم إجراء تثبيت الأنسجة لأسباب عديدة. من بين هذه الأسباب قتل النسيج بحيث يتم منع تحلل ما بعد الوفاة (التحلل الذاتي والتعفن).
تحتفظ عملية التثبيت بعينة من المواد البيولوجية (النسيج أو الخلايا) قريبًا من حالتها الطبيعية قدر الإمكان في عملية إعداد الأنسجة لفحصها. ولتحقيق هذا، يجب تحقيق عادة عدة شروط.
أولاً: يعمل المثبت عادة على تعطيل الجزيئات حيوية المنشأ - لا سيما إنزيمات التحلل البروتيني —التي تهضم أو تتلف العينة.
ثانيًا: يعمل المثبت عادة على حماية العينة من التلف الخارجي. تُعتبر المثبتات سامة للكائنات الدقيقة الأكثر شيوعًا (البكتيريا بشكل خاص) التي قد توجد في عينة الأنسجة أو التي قد تستعمر الأنسجة المثبتة. علاوة على ذلك، تقوم العديد من المثبتات كيميائيًا بتغيير المواد المثبتة أقل مذاقًا (إما غير قابلة للهضم أو سامة) بالنسبة للكائنات الدقيقة الانتهازية.
وأخيرًا: غالبًا ما تقوم المثبتات بتغيير الخلايا أو الأنسجة على المستوى الجزيئي لزيادة قوتها الميكانيكية أو استقرارها. وهذه القوة والصلابة المتزايدة يمكن أن تساعد في المحافظة على مورفولوجيا (شكل وبنية) العينة عند معالجتها لإجراء مزيد من التحليل.
وحتى التثبيت الأكثر حذرًا يغير العينة ويقدم أجزاء اصطناعية يمكنها أن تتداخل مع تفسير البنية المستدقة الخلوية. أحد الأمثلة البارزة هو الجسيم المتوسط البكتيري، الذي كان يُعتقد أن يكون عضي في البكتيريا موجبة الجرام في سبعينيات القرن الماضي، ولكنه تبين لاحقًا بواسطة التقنيات الجديدة التي تم تطويرها للمجهر الإلكتروني أنه مجرد جزء اصطناعي من التثبيت الكيميائي. وتوحيد التثبيت وغيره من إجراءات معالجة الأنسجة الأخرى يأخذ تقديم هذه الأجزاء الاصطناعية بعين الاعتبار من خلال تحديد الإجراءات التي تقدم هذه الأجزاء الاصطناعية وما هي أنواع هذه الأجزاء الاصطناعية. والباحثون الذين يعرفون أنواع الأجزاء الاصطناعية المتوقعة مع كل نوع من الأنسجة وأسلوب المعالجة يستطيعون تفسير الأقسام مع الأجزاء الاصطناعية بدقة أو اختيار تقنيات تقلل الأجواء الاصطناعية في المناطق محل الاهتمام.

## عملية التثبيت
عادة ما يكون التثبيت هو المرحلة الأولى في عملية متعددة المراحل لتحضير عينة من مادة بيولوجية للفحص المجهري أو غير ذلك من التحاليل. وبالتالي قد يتوقف اختيار المثبت وبروتوكول التثبيت على خطوات معالجة إضافية وتحليلات نهائية تم التخطيط لها. على سبيل المثال تستخدم الكيمياء الهيستولوجية المناعية أجسامًا مضادة تلتصق بهدف بروتيني محدد. ويمكن كيميائيًا للتثبيت المطول إخفاء هذه الأهداف ومنع التصاق الأجسام المضادة. وفي هذه الحالات، عادة ما يتم استخدام طريقة (تثبيت سريع) باستخدام الفورمالين لمدة 24 ساعة تقريبًا.
والمواد المستخدمة

## أنواع التثبيت
هناك ثلاثة أنواع من عملية التثبيت بشكل عام:
التثبيت بالحرارة: بعد تجفيف اللطاخة في درجة حرارة الغرفة، يتم مسك الشريحة بملقط أو مشبك وتمريرها عبر شعلة الموقد عدة مرات للقتل بالحرارة ولصق الكائن الحي بالشريحة. ويُستخدم هذا النوع بشكل روتيني مع البكتيريا والعتائق. وعملية التثبيت بالحرارة عادة ما تحتفظ بالمورفولوجيا العامة ولكنها لا تحتفظ بمورفولوجيا الهياكل الداخلية.
وتعمل الحرارة على تغيير الخصائص الطبيعية الإنزيم الحال للبروتين ومنع التحلل الذاتي. ويتعذر استخدام التثبيت بالحرارة في طريقة اللطخة المحفظية نظرًا لأن التثبيت بالحرارة سوف يسبب انكماش الكبسولة أو تدميرها (الكنان السكري) ويتعذر رؤيته في اللطخات.
التثبيت بالإرواء: عبر تدفق الدم. يتم حقن المثبت في القلب بمقدار حقن يتوافق مع النتاج القلبي. وينتشر المثبت عبر الجسم كله، ولا يموت النسيج حتى يتم تثبيته. وهذه العملية تتميز بميزة المحافظة على المورفولوجيا الكاملة، ولكن يعيبها أن الخاضع للعملية يموت والتكلفة عالية (بسبب مقدار المثبت اللازم للكائنات الدقيق الأكبر حجمًا)
الغمر: يتم غمر عينة الأنسجة في مثبت بمقدار أكبر 20 مرة على الأقل من حجم النسيج المراد تثبيته. ويجب انتشار المثبت عبر النسيج المراد تثبيته، لذلك يجب الأخذ بعين الاعتبار حجم النسيج وكثافته وكذلك نوع المثبت. واستخدام عينة أكبر حجمًا يعني أن الأمر يستغرق وقتًا أطول حتى يصل المثبت إلى النسيج الأكثر عمقًا. هذه الطريقة هي الأفضل في حالة الفراغ الخفيف.
في هذه العملية، يتم الاحتفاظ بالهياكل في حالة (كيميائيًا وبنيويًا) قربية من الأنسجة الحية قدر الإمكان. وهذا يتطلب مثبتًا كيميائيًا يمكنه تحقيق الاستقرار للبروتينات والأحماض النووية والمواد المخاطية للأنسجة من خلال جعلها غير قابلة للذوبان.

## أنواع المثبتات الكيميائية

### المثبتات التشابكية - ألدهيدات
تعمل المثبتات التشابكية من خلال خلق الروابط الكيميائية التساهمية بين البروتينات في النسيج. وهذا يثبت البروتينات القابلة للذوبان بالهيكل الخلوي، ويضفي صلابة إضافية على الأنسجة.
وإلى حد بعيد فإن المثبت الأكثر شيوعًا في الاستخدام في الأنسجة هو الفورمالديهايد. وعادة ما يُستخدم كفورمالين محمي محايد 10% أي حوالي الفورمالديهايد ما بين 3.7% و4% في دارئ الفوسفات الملحي. ونظرًا لأن الفورمالديهايد هو غاز في درجة حرارة الغرفة، يتحلل غاز فورمالين-الفورمالديهايد في الماء (~37% w/v) - يُستخدم عند إجراء مثبت سابق. بارافورمالدهيد هو شكل مبلمر من الفورمالديهايد، يتم الحصول عليه عادة على شكل مسحوق أبيض دقيق، الذي يزيل البلمرة ويعود إلى الفورمالين عند تسخينه. يقوم الفورمالديهايد بتثبيت الأنسجة بواسطة تشبيك البروتينات، وفي المقام الأول بقايا الحمض الأميني الأساسي ليزين. وآثاره قابلة للرد عن طريق الماء الزائد وهو يتجنب تصبغ الفورمالين. ومن بين الفوائد الأخرى: التخزين طويل المدى والاختراق الجيد للأنسجة. وهو جيد على نحو خاص لتقنيات الكيمياء الهيستولوجية المناعية. ويمكن أيضًا أن يُستخدم بخار الفورمالديهايد كمثبتات للطخات الخلية.
وهناك ألدهيد شائع آخر لعملية التثبيت وهو غلوتارالدهيد. وهو يعمل بطريقة مماثلة للفورمالديهايد من خلال التسبب في تشوه هياكل ألفا-الحلزوني في البروتينات. ومع ذلك غلوتارالدهيد هو جزيء أكبر حجمًا، ولذلك فإن معدل انتشاره عبر الأغشية أبطأ من الفورمالديهايد. وبالتالي قد تتم إعاقة تثبيت غلوتارالدهيد على عينات الأنسجة الأكثر سمكًا، ولكن يمكن التغلب على هذه المشكلة عن طريق تقليل حجم عينة الأنسجة. وإحدى مزايا التثبيت بالغلوتارالدهيد هو أنه قد يتيح منتجًا أكثر صلابة أو أكثر ارتباطًا وطوله الأكبر ومجموعتي الألدهيد يتيحان له ’إيصال‘ وربط أزواج جزيئات البروتين الأبعد. وإنه يسبب تغيرات سريعة غير قابلة للإعادة ويقوم بعملية التثبيت على نحو سريع ومناسب تمامًا للمجهر الإلكتروني، ويقوم بعملية التثبيت عند 4oC، ويعطي أفضل التفاصيل الهيولية والنووية العامة. ومع ذلك فإنه ليس مثاليًا لتلطيخ الكيمياء الهيستولوجية المناعية.
وبعض بروتوكولات التثبيت تدعو إلى الجمع بين الفورمالديهايد والغلوتارالدهيد بحيث تكمل قوة كل منهما الآخر.
وهذه المثبتات المتشابكة لا سيما الفورمالديهايد تميل للمحافظة على البنية الثانوية للبروتينات وربما تحمي كميات كبيرة من البنية الثالثة أيضًا.

### المثبتات المرسبة - الكحولات
تعمل المثبتات المرسبة (أو المغيرة للطبيعة) من خلال تقليل قابلية ذوبان جزيئات البروتينات و (غالبًا) من خلال تعطيل التفاعلات الكارهة للماء التي تعطي الكثير من البروتينات بنيتها الثالثة. وعملية ترسيب وتجميع البروتينات هي عملية مختلفة بشكل كبير عن التشابك الذي يحدث مع مثبتات ألدهيد.
والمثبتات الترسبية الأكثر شيوعًا هي الإيثانول والميثانول. وتُستخدم عادة لتثبيت الأجزاء المجمدة واللطخات. ويُستخدم الأسيتون أيضًا وقد تبين أنه يعطي حماية هيستولوجية (الأنسجة) أفضل من الأجزاء المجمدة عند استخدامه في تقنية أسيتون ميثيل البنزوات الزيلين.(AMEX).
ونادرًا ما تُستخدم ممسخات البروتينات - الميثانول والإيثانول والأسيتون - وحدها كحواجز تثبيت ما لم تدرس الأحماض الأمينية.
حمض الخليك هو ممسخ يُستخدم أحيانًا جنبًا إلى جنب مع المثبتات الترسبية الأخرى. ومن المعروف أن الكحوليات -في حد ذاتها- تسبب انكماش وتصلب الأنسجة أثناء التثبيت في حين أن حمض الخليك وحده معروف بتسببه في انتفاخ الأنسجة؛ والجمع بين المركبين قد يؤدي إلى محافظة أفضل على مورفولوجيا الأنسجة.

### العوامل المؤكسدة
يمكن للمثبتات المؤكسدة التفاعل مع سلاسل جانبية مختلفة للبروتينات والجزيئات الحيوية الأخرى، مما يتيح تشكيل تشابكات تعمل على استقرار بنية الأنسجة. ومع ذلك، تسبب هذه المثبتات تمسخًا واسع النطاق على الرغم من المحافظة على نقاء بنية الخلية وتُستخدم بشكل رئيس كمثبتات ثانوية.
رباعي أكسيد الأوزميوم يُستخدم في كثير من الأحيان كمثبت ثانوي عند تحضير العينات للمجهر الإلكتروني. (لا يتم استخدامه للفحص المجهري الضوئي حيث إنه يخترق الأجزاء السميكة للأنسجة بشكل ضعيف للغاية.)
يمكن استخدام ثاني كرومات البوتاسيوم وحامض الكروم وبرمنغنات البوتاسيوم في تحضيرات هيستولوجية معينة.

### الزئبقيات
تتمتع الزئبقيات مثل B-5 ومثبت زنكر بآلية غير معروفة تزيد سطوع اللطخة وتعطي تفاصيل نووية ممتازة. وعلى الرغم من سرعتها، فإن الزئبقيات تخترق بشكل ضعيف وتسبب انكماش الأنسجة. وأفضل تطبيق لها هو تثبيت الأنسجة المكونة للدم والأنسجة الشبكية البطانية. لاحظ أيضًا أنه نظرًا لأنها تحتوي على زئبق يجب توخي الحذر عند التخلص منها.

### البيكرات
تخترق البكرات الأنسجة بشكل جيد للتفاعل مع الهيستونات والبروتينات الأساسية لتكوين البكرات البلورية مع الأحماض الأمينية وترسيب جميع البروتينات. وهي تُعتبر مثبتًا جيدًا للأنسجة الضامة وتحفظ الجليكوجين بشكل جيد وتستخرج الدهون لإعطاء نتائج فائقة للفورمالديهايد في التلطيخ المناعي للهرمونات بيولوجية المنشأ وعديدة الببتيد. ومع ذلك، فإنها تسبب فقدان كثرة القعدات ما لم يتم غسل العينة جيدًا عقب التثبيت. من المساوئ لهذا النوع من المثبتات هي أنها لا تقوم بتثبيت الكرموسومات كما أنها تخترق النسيج بشكل بطيء وهذا يؤدي إلى انكماش النسيج ولكن تتم معالجة هذا النسيج بواسطة جلاسيل اسيتك اسد Glacial acetic acid

### مثبت HOPE
يعطي تأثير حماية حمض هيبس-غلوتاميك المذيب العضوي الدارئ (HOPE) مورفولوجيا شبيهة بالفورمالين ومحافظة ممتازة على المستضدات البروتينية المناعية للكيمياء الهيستولوجية المناعية والكيمياء النسيجية للإنزيمات ونتائج جيدة للحمض النووي (RNA) والحمض الريبي النووي المنزوع الأكسجين (DNA) وعدم وجود البروتينات المتشابكة.

## الأقسام المجمدة
توضع قطع صغيرة من الأنسجة (5×5×3مم) على وسيط واقٍ من البرد - OCT أو TBS أو كرايجول - ثم تُجمد في نظير البنتان يتم تبريده بواسطة النتروجين السائل. يتم بعد ذلك تقسيم الأنسجة في مشراح دقيق للتجميد أو ناظم البرد. يتم بعد ذلك تثبيت الأقسام في أحد المثبتات التالية:
الأسيتون الخالص لمدة تتراوح من 10 إلى 15 دقيقة،
95% إيثانول لمدة تتراوح من 10 إلى 15 دقيقة أو
الأسيتون الخالص لمدة 10 دقائق يتبعه 95% إيثانول لمدة 10 دقائق

### المزايا
- إعطاء محافظة أفضل للاستضداد
- حد أدنى من التعرض للمثبت
- عدم التعرض للمذيبات العضوية
- أسرع بكثير من الأشكال الأخرى من التثبيتات.

### العيوب
- نقص التفاصيل المورفولوجية
- إحداث خطر بيولوجي محتمل

## الأوامر والنواهي للمثبتات الكيميائية
| الهدف                    | المثبت المختار                                      | المثبت المطلوب تجنبه                         |
| ------------------------ | --------------------------------------------------- | -------------------------------------------- |
| البروتينات               | الفورمالين والبارافورمالدهايد المعزول المحايد       | رباعي أكسيد الأوزميوم                        |
| الإنزيمات                | الأقسام المجمدة                                     | المثبتات الكيميائية                          |
| الدهون                   | الأقسام المجمدة*، غلوتارالدهيد/رابع أكسيد الأوزميوم | المثبتات الكحولية، الفورمالين الدارئ المحايد |
| الأحماض النووية          | المثبتات الكحولية، HOPE                             | مثبتات ألدهيد                                |
| عديدات السكاريد المخاطية | الأقسام المجمدة                                     | المثبتات الكيميائية                          |
| الأمينات بيولوجية المنشأ | محلول بوين~، الفورمالين الدارئ المحايد              |                                              |
| الجليكوجين               | المثبتات القائمة على الكحوليات                      | رباعي أكسيد الأوزميوم                        |

- تقوم الأقسام المجمدة بالمحافظة على الحمض النووي الريبي (RNA) والدهون على الرغم من ضعف المورفولوجيا. قارن مع أقسام البارافين، المرادفة للمثبتات الكيميائية في الجدول، التي تدمر الحمض النووي الريبي (RNA) وتؤثر على بعض المستضدات ولكنها تعطي مورفولوجيا جيدة.

~ بكرات

## العوامل المؤثرة على التثبيت

### الأس الهيدروجيني (pH)
يجب أن يظل في النطاق الفسيولوجي، بين 4 و9pH. يجب الاحتفاظ بالأس الهيدروجيني الخاص بحماية البنية المستدقة بين 7.2 و7.4.

### الأسموزية
تؤدي المحاليل مفرطة التوتر إلى انكماش الخلية.
وتؤدي المحاليل ناقصة التوتر إلى تورم الخلية وضعف التثبيت.
الفورمالين الدارئ المحايد هو 4% فورمالدهايد (1.33 أسمولي) في دارئ كبريتيد الرصاص الثنائي (0.3 أسمولي) ويصل إلى 1.63 أسمولي. وهذا محلول مفرط التوتر جدًا إلا أنه عمل بشكل جيد كعامل عام لتثبيت الأنسجة لسنوات عديدة في مختبرات علم الأمراض.

### حجم العينة
1-4مم سماكة

### حجم المثبت
أكبر 15 إلى 20 مرة على الأقل من حجم النسيج

### درجة الحرارة
إن زيادة درجة الحرارة يزيد من سرعة التثبيت. ومع ذلك، الأمر يتطلب عناية لتجنب طهي العينة. عادة ما يتم التثبيت في درجة حرارة الغرفة.

### المدة
كقاعدة عامة ساعة واحدة لكل 1 مم

### الوقت بعد الإزالة للتثبيت
التثبيت هو عملية كيميائية، ويجب ترك الوقت الكافي بما يسمح باستكمال العملية. وعلى الرغم من أن «التثبيت الزائد» يمكن أن يكون ضارًا، إلا أنه تم مؤخرًا تقييم التثبيت غير المكتمل على أنه يمثل مشكلة كبيرة وقد يكون مسؤولاً عن نتائج غير ملائمة لبعض المقايسات.

## وصلات خارجية
- Fixing specimens for making permanent slides
- Fixation strategies and formulations for immunohistochemical staining